# Final de la Liga de Campeones de la UEFA 2008-09
La final de la Liga de Campeones de la UEFA 2008-2009 fue la quincuagésima cuarta final de la Copa de Europa y la decimoséptima en el nuevo formato, disputada el día 27 de mayo de 2009 en el estadio Olímpico de Roma, Italia. El F. C. Barcelona se hizo acreedor de la copa, después de vencer al club inglés Manchester United por 2:0 con goles del camerunés Samuel Eto'o y el argentino Lionel Messi. El Barcelona venía de ganar la Primera División de España 2008/09 y la Copa del Rey de fútbol 2008-09, por lo que este título europeo significó un triplete histórico, una hazaña nunca antes lograda por un club español. El partido fue arbitrado por el suizo Massimo Busacca.
Era la tercera copa para el club español en la historia de la competición, después de obtener el título en 1992 ante Sampdoria y 2006 frente al Arsenal inglés. Manchester United disputó la competición europea como defensor del título, mientras que Barcelona fue derrotado 1:0 en las semifinales de la Liga de Campeones de la UEFA 2007-08, precisamente ante el Manchester el 29 de abril de 2008. El estadio Olímpico de Roma, sede del club italiano Roma, anteriormente se utilizó en las finales de 1976-77, 1983-84 y 1995-96.
Como ganador de la Liga de Campeones de la UEFA 2008-09, Barcelona jugó el 28 de agosto la Supercopa de Europa 2009 ante el Shajtar Donetsk de Ucrania, partido que terminaría 1:0 a favor del club español. También accedió a la Copa Mundial de Clubes de la FIFA 2009, un torneo que representa a los mejores equipos de todos los continentes. Por otra parte, el equipo inglés recibió € 4 000 000 y Barcelona € 7 000 000 por ser campeón, una cifra inferior a la obtenida por el Manchester United la pasada edición.
Cerca de 1 000 000 de aficionados y seguidores del equipo culé festejaron el triunfo de la Liga de Campeones de la UEFA en las calles de Cataluña, aunque se presentaron incidentes y hubo personas detenidas. Los festejos dejaron pérdidas materiales que sobrepasaron los € 74 000 y se necesitó de 119 policías para controlar la situación, según los reportes oficiales del Ayuntamiento de Barcelona. El triunfo también se celebró en la emblemática Plaza de Cibeles, el sitio donde se festejan los triunfos de Real Madrid.

## Antecedentes
Barcelona y Manchester United se habían enfrentado anteriormente en nueve ocasiones, tres veces en la Recopa de Europa: dos partidos en la temporada 1983-84 y otra en la final de 1990-91 y seis más en la Liga de Campeones de la UEFA de la temporada 1994-95, 1998-99 y 2007-08. De los nueve enfrentamientos, el Manchester United mantuvo una leve ventaja con tres triunfos, por dos del Barcelona, mientras que los otros cuatro partidos restantes terminaron empatados. La única vez que los dos equipos se enfrentaron en una final fue en 1991, en la Recopa de Europa 1990-91, con marcador favorable al United por 2:1 en el estadio Stadion Feyenoord. El primer encuentro de los dos se dio en la tercera ronda de la Recopa de Europa 1983-84, donde Barcelona ganó 2:0 en Camp Nou, pero el United vencería 3:0 en el partido de vuelta en Old Trafford. Esta victoria fue la más extensa del Manchester sobre Barcelona, mientras que el triunfo más importante del equipo culé se dio en la fase de grupos de la Liga de Campeones de la UEFA 1994-95, después de obtener un 4:0 el 2 de noviembre. Los dos se enfrentaron por última vez en las semifinales de la Liga de Campeones de la UEFA 2007-08, con un empate en el primer juego y un triunfo para el Manchester en el segundo encuentro. Barcelona llegó a la final de la Liga de Campeones de la UEFA 2008-2009 con un registro favorable frente a los equipos ingleses, con veinte partidos ganados y quince perdidos de cincuenta y dos encuentros, por su parte, el United se mantuvo en once derrotas y diez triunfos de treinta y siete partidos.
Ambos ganaron la Liga de Campeones en varias ocasiones, Manchester United en tres oportunidades, en 1968 ante Benfica, en 1999 ante Bayern de Múnich y la última en 2008 frente a Chelsea y Barcelona en 1992 ante Sampdoria y 2006 ante Arsenal. En cuanto a las finales, el equipo blaugrana había perdido tres en toda la historia de la competición, la primera en 1961 con el Benfica, el FC Steaua de Bucarest en 1986 y la última ante el Milan de Fabio Capello en 1994. Mientras que el United llegaba con un registro perfecto, con tres finales ganadas. Entre los dos acumulaban ocho finales y cinco copas.
Los clubes llegaron a la final como campeones de sus respectivas ligas nacionales, un hecho que se vivió en 1999, cuando Manchester United y Bayern de Múnich disputaron la final de la Liga de Campeones de la UEFA 1998-99 en el estadio Camp Nou. En la liga nacional, Barcelona se proclamó campeón de la Primera División de España 2008/09 con una diferencia de nueve puntos sobre Real Madrid, segundo en la clasificación final; fue el vigésimo noveno campeonato en la historia del barsa. Por su parte, el Manchester United obtuvo la Premier League 2008/09 con una diferencia mínima de cuatro puntos sobre Liverpool. Ambos buscaban el título europeo después de dominar sus respectivas ligas nacionales, aunque Barcelona se coronó campeón de la Copa del Rey 2008-09 y un supuesto título en Europa les llevaría a una triple corona: Copa del Rey, Liga y Copa de Europa, algo inédito para un club español. Por su parte, el United también gozaba de dos copas: Liga y Copa de la Liga.

## Camino a la final

### Barcelona

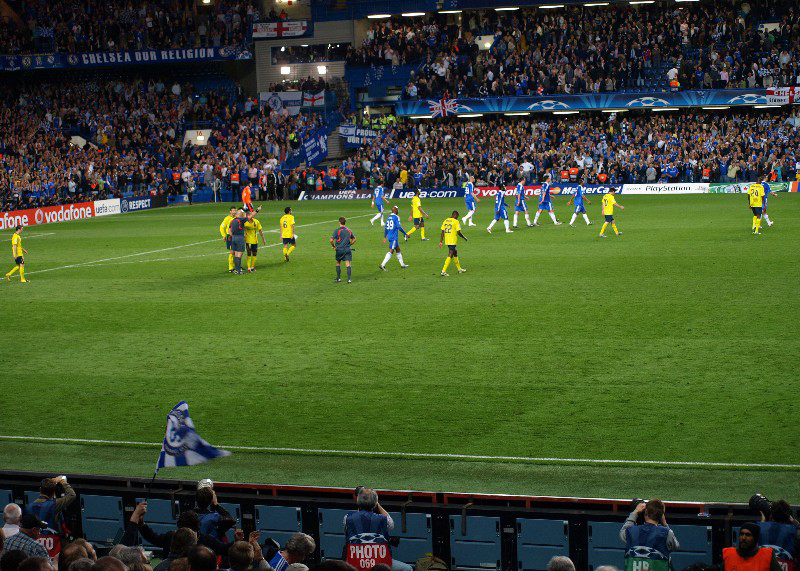
Partido entre Barcelona y Chelsea por semifinales.

Después de haber ocupado la tercera posición en la clasificación final de la Primera División de España 2007/08, Barcelona clasificó a la tercera ronda de la Liga de Campeones de la UEFA 2008-2009. El club español debutó ante Wisla Cracovia el 13 de agosto de 2008, partido que terminó 4–0 con goles de Xavi Hernández, Samuel Eto'o y Thierry Henry en Camp Nou; aunque Barcelona perdió el partido de vuelta por 1-0, finalmente se clasificó a la siguiente ronda. 
Según el coeficiente UEFA, el Barcelona fue asignado como cabeza de serie del grupo C, donde también se encontraba el Sporting de Lisboa, Shakhtar Donetsk y Basel; de esta manera evitó el cruce en octavos de final contra equipos importantes como Chelsea, Liverpool e Inter de Milán. Los partidos se disputaron entre septiembre y diciembre de 2008, según la programación de la UEFA. Por ser cabeza de serie, el club español inició y terminó la fase de grupos en condición de local. 
Cuatro victorias y un empate sellaron la clasificación a octavos de final. Barcelona terminó primero del grupo con trece puntos, dieciocho goles a favor y ocho en contra, seguido de Sporting de Lisboa con doce unidades. De los equipos que formaron el grupo c, ninguno logró ganar la máxima competición europea de clubes a excepción del club español, ganador de dos copas europeas en la temporada 1991-92 ante Sampdoria y 2005-06 frente al Arsenal de Inglaterra. El mejor partido de la fase lo disputó ante Sporting de Lisboa el 22 de octubre de 2008 en el estadio Camp Nou, después de ganar 5-0 con goles de Lionel Messi, Sergio Busquets, Bojan Krkić y Xavi Hernández.
Ya instalado en octavos de final, el equipo enfrentó a Lyon en el estadio Gerland el 24 de febrero de 2009. El primer y único gol de Lyon se produjo después que Juninho Pernambucano ejecutara un tiro libre al minuto siete de la primera parte. Aunque el francés Thierry Henry igualó el encuentro al minuto sesenta y siete. El 11 de marzo de 2009 se disputó el segundo juego entre ambos clubes, esta vez en Camp Nou ante 86 368 espectadores. Henry, Messi y Samuel Eto'o adelantaron al equipo cule con tres goles, aunque Jean Makoun descontó al minuto cuarenta y cuatro. En la segunda parte, el brasileño Juninho Pernambucano redujo la ventaja con un gol al minuto cuarenta y ocho, pero el africano Seydou Keita anotó dos goles para sentenciar el encuentro. Barcelona avanzó a cuartos de final con un marcador global de 6-3 y Thierry Henry se destacó por ser el goleador en ambas series. 
El rival de Barcelona en cuartos de final fue Bayern de Múnich, el club más prestigioso de Alemania. Históricamente el equipo alemán es uno de los más importantes y el segundo con mayor cantidad de puntos en la clasificación histórica de la Liga de Campeones de la UEFA, detrás de Real Madrid. Los bávaros llegaron a cuartos de final con un registro impecable, con doce goles a favor y uno en contra en dos encuentros disputados ante Sporting de Lisboa. La primera disputa se concretó el 8 de abril de 2009 en el estadio Camp Nou, ante 93 219 personas; Lionel Messi marcó dos goles en el encuentro y fue el jugador del partido, Eto'o y Henry marcaron los otros dos goles. Ante esta situación, los alemanes necesitaban ganar por una diferencia de cinco goles para acceder a las semifinales, un hecho poco común en la historia del torneo. El club azulgrana viajó a Múnich el 14 de abril para disputar la revancha en el estadio Allianz Arena ante más de 60 000 espectadores. El Bayern salió al terreno de juego decidido a remontar el marcador y al minuto cuarenta y siete de la segunda parte el francés Franck Ribéry adelantó a su equipo, pero el africano Keita empató al minuto setenta y tres. El marcador global fue de 5-1 y representó el pase a las semifinales.
Barcelona enfrentaría a un equipo inglés en semifinales, debido a que Chelsea y Liverpool disputaron un cupo en la otra llave. Después de una victoria por 1-3 en Anfield, Chelsea se clasificó para las semifinales con un empate en Stamford Bridge. Clasificado a instancias finales, el club inglés se trasladó a Barcelona para jugar el primer partido de las semifinales en el estadio Camp Nou, encuentro que finalmente se disputó el 28 de abril. Barcelona mantuvo la mayor posesión del balón durante los noventa minutos reglamentarios y fue el equipo con mayor cantidad de disparos a puerta, con un total de dieciocho, pero no fue suficiente porque el partido terminó 0-0. El club español necesitaba ganar o empatar el partido de vuelta para clasificar a la final, pero al minuto diez de la primera parte el africano Michael Essien ejecutó un disparo de volea al centro del arco, el balón golpeó el larguero horizontal de la portería y entró. Después del gol el Barcelona buscó desesperadamente el empate, aunque al minuto sesenta y seis sufrió la expulsión del francés Éric Abidal, lo que aumentó la dificultad. El club español no fue capaz de anotar en el tiempo reglamentario, sin embargo, el árbitro noruego Tom Henning Øvrebø agregó cuatro minutos adicionales que sirvieron para que Andrés Iniesta anotara el gol de la igualdad. Después del repentino gol de Iniesta, el equipo inglés protestó airadamente contra Øvrebø, aunque el noruego amonestó con tarjeta amarilla a Michael Ballack y Didier Drogba al minuto noventa y seis y noventa y nueve. Finalmente, Øvrebø salió del terreno de juego custodiado por los demás árbitros y el cuerpo de seguridad de la UEFA. Antes de ingresar al camerino del Chelsea, el marfileño Drogba se dirigió hacia el árbitro y criticó fuertemente su actuación hasta el punto de exclamar: «Es una puta vergüenza».

### Partidos disputados
| Fecha                                                                    | Fase                   | Estadio                  | Local              | Resultado | Visitante          |
| ------------------------------------------------------------------------ | ---------------------- | ------------------------ | ------------------ | --------- | ------------------ |
| 13 de agosto de 2008                                                     | Fase de clasificación  | Camp Nou, Barcelona      | Barcelona          | 4 – 0     | Wisła Cracovia     |
| 26 de agosto de 2008                                                     | Fase de clasificación  | Henryk Reyman, Cracovia  | Wisła Cracovia     | 1 – 0     | Barcelona          |
| Barcelona clasificó a fase de grupos por un global de 4 – 1.             |                        |                          |                    |           |                    |
| 16 de septiembre de 2008                                                 | Fase de grupos Grupo C | Camp Nou, Barcelona      | Barcelona          | 3 – 1     | Sporting de Lisboa |
| 1 de octubre de 2008                                                     | Fase de grupos Grupo C | RSK Olympiyskiy, Donetsk | Shakhtar Donetsk   | 1 – 2     | Barcelona          |
| 22 de octubre de 2008                                                    | Fase de grupos Grupo C | St. Jakob Park, Basilea  | Basel              | 0 – 5     | Barcelona          |
| 4 de noviembre de 2008                                                   | Fase de grupos Grupo C | Camp Nou, Barcelona      | Barcelona          | 1 – 1     | Basel              |
| 26 de noviembre de 2008                                                  | Fase de grupos Grupo C | José Alvalade, Lisboa    | Sporting de Lisboa | 2 – 5     | Barcelona          |
| 9 de diciembre de 2008                                                   | Fase de grupos Grupo C | Camp Nou, Barcelona      | Barcelona          | 2 – 3     | Shakhtar Donetsk   |
| Barcelona clasificó a octavos como primero en su grupo con trece puntos. |                        |                          |                    |           |                    |
| 24 de febrero de 2009                                                    | Octavos de final       | Estadio Gerland, Lyon    | Olympique de Lyon  | 1 – 1     | Barcelona          |
| 11 de marzo de 2009                                                      | Octavos de final       | Camp Nou, Barcelona      | Barcelona          | 5 – 2     | Olympique de Lyon  |
| Barcelona clasificó a cuartos por un global de 6 – 3.                    |                        |                          |                    |           |                    |
| 8 de abril de 2009                                                       | Cuartos de final       | Camp Nou, Barcelona      | Barcelona          | 4 – 0     | Bayern de Múnich   |
| 14 de abril de 2009                                                      | Cuartos de final       | Allianz Arena, Múnich    | Bayern de Múnich   | 1 – 1     | Barcelona          |
| Barcelona clasificó a semifinales por un global de 5 – 1.                |                        |                          |                    |           |                    |
| 28 de abril de 2009                                                      | Semifinales            | Camp Nou, Barcelona      | Barcelona          | 0 – 0     | Chelsea            |
| 6 de mayo de 2009                                                        | Semifinales            | Stamford Bridge, Londres | Chelsea            | 1 – 1     | Barcelona          |
| Barcelona clasificó a la final por la regla del gol de visitante.        |                        |                          |                    |           |                    |

|  |                       |
|  | Triunfo de Barcelona. |
|  | Empate.               |
|  | Derrota de Barcelona. |

### Manchester United

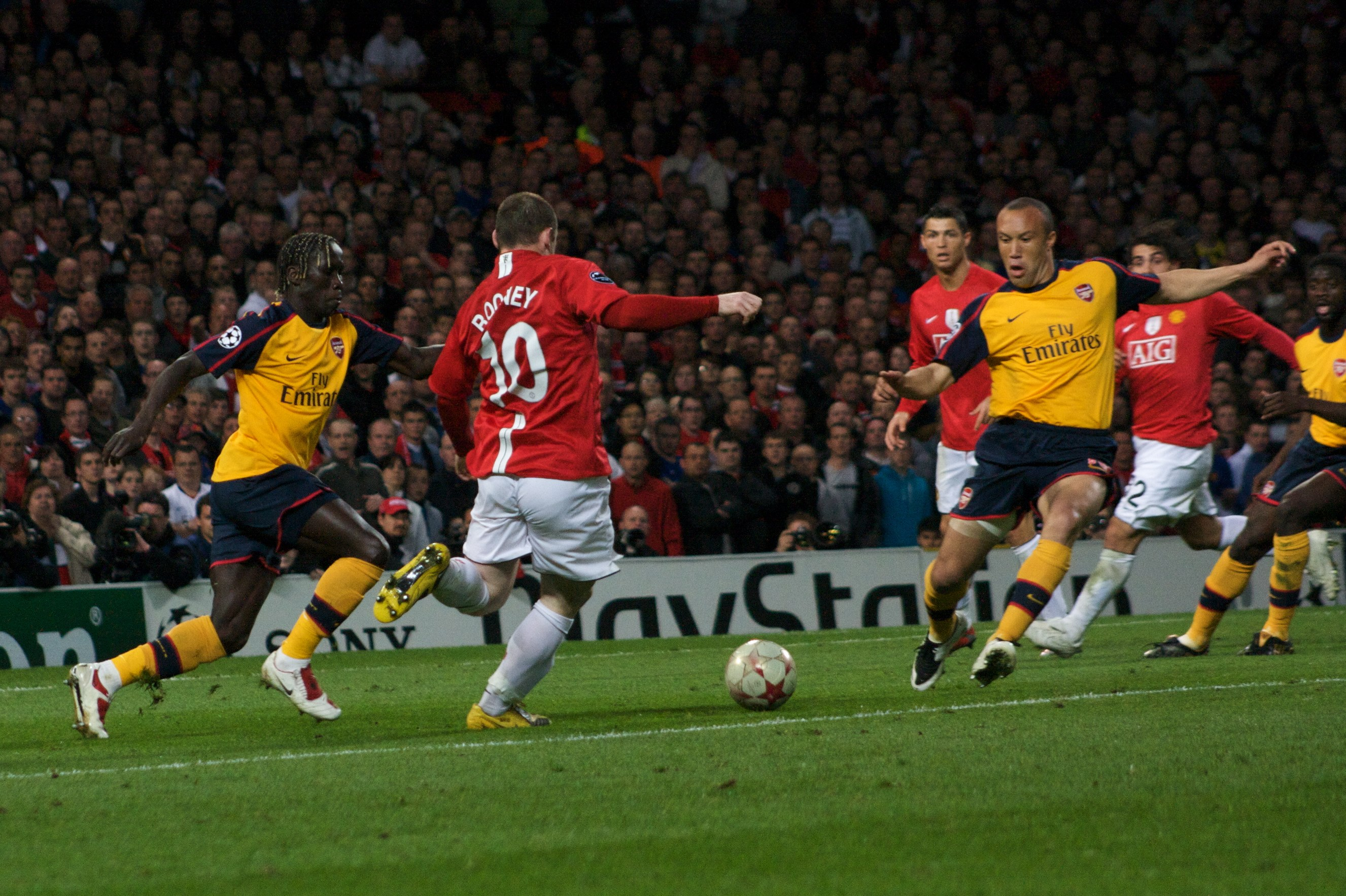
Partido disputado entre Manchester United y Arsenal por semifinales.

Como los actuales campeones de la Liga de Campeones de la UEFA, el Manchester United comenzó la defensa del título en fase de grupos. El United compartió el grupo E con el Villarreal de España, Aalborg de Dinamarca y Celtic de Escocia, quien ganó la Copa de Campeones de Europa 1966-67 y representaba uno de los equipos más fuertes y experimentados. Sin embargo, los Diablos rojos partían no solo como favoritos del grupo, sino también, con la responsabilidad de retener el trofeo obtenido la pasada temporada.
El United hizo su debut el 17 de septiembre de 2008 ante el Villreal en condición de local. El partido era considerado uno de los más complejos, por tratarse de un club con buen manejo de balón y jugadores destacados como Robert Pirès, Diego Godín, Edmílson, entre otros. Aunque el equipo inglés dominó gran parte del encuentro y generó varias ocasiones de gol, el partido se mantuvo 0-0 al final de los noventa minutos reglamentarios. Finalmente el United conseguiría la victoria en el segundo encuentro ante Aalborg de Dinamarca en condición de visitante, con tres goles anotados por Wayne Rooney y Dimitar Berbatov en dos ocasiones. El segundo triunfo consecutivo se dio el 21 de octubre de 2008 ante Celtic en Old Trafford, con destacadas actuaciones de Berbatov y Rooney después de anotar tres goles, uno en el primer tiempo y dos en la parte complementaria. Los tres partidos restantes contra Celtic y Villareal de visitante y Aalborg de local terminaron empatados, aunque el United terminó primero en la clasificación final del grupo con diez puntos, seguido de Villareal con nueve.
Para octavos de final la exigencia fue mayor. Inter de Milán llegó a octavos de final como un rival fuerte, con historia en el campeonato y con dos títulos conseguidos en la temporada 1963-64 y 1964-65. Manchester United viajó a Milán el 24 de febrero de 2009 para disputar el primer encuentro de visitante ante Inter. Durante los noventa minutos reglamentarios el partido se mantuvo 0-0, aunque el portero de Inter, Júlio César, se destacó por sus intervenciones y fue declarado como el futbolista más importante de su equipo. El segundo encuentro se jugó el 11 de marzo de 2009 en territorio inglés ante 74.769 espectadores, un partido que entregaba un cupo a cuartos de final y definiría a los ocho mejores clubes de Europa. En menos de cinco minutos, el serbio Nemanja Vidić adelantó al equipo con el primer gol y en la segunda parte el portugués Cristiano Ronaldo duplicó el marcador, aunque los delanteros Zlatan Ibrahimović y Adriano ejecutaron disparos al arco en reiteradas ocasiones, pero finalmente el club inglés venció en los noventa minutos.

### Partidos disputados
| Fecha                                                                           | Fase                   | Estadio                    | Local             | Resultado | Visitante         |
| ------------------------------------------------------------------------------- | ---------------------- | -------------------------- | ----------------- | --------- | ----------------- |
| 17 de septiembre de 2008                                                        | Fase de grupos Grupo E | Old Trafford, Mánchester   | Manchester United | 0 - 0     | Villarreal        |
| 30 de septiembre de 2008                                                        | Fase de grupos Grupo E | Energi Nord Arena, Aalborg | Aalborg           | 0 - 3     | Manchester United |
| 21 de octubre de 2008                                                           | Fase de grupos Grupo E | Old Trafford, Mánchester   | Manchester United | 3 - 0     | Celtic            |
| 5 de noviembre de 2008                                                          | Fase de grupos Grupo E | Celtic Park, Glasgow       | Celtic            | 1 - 1     | Manchester United |
| 25 de noviembre de 2008                                                         | Fase de grupos Grupo E | El Madrigal, Villarreal    | Villarreal        | 0 - 0     | Manchester United |
| 10 de diciembre de 2008                                                         | Fase de grupos Grupo E | Old Trafford, Mánchester   | Manchester United | 2 - 2     | Aalborg           |
| Manchester United clasificó a octavos como primero en su grupo con diez puntos. |                        |                            |                   |           |                   |
| 24 de febrero de 2009                                                           | Octavos de final       | Giuseppe Meazza, Milán     | Inter de Milán    | 0 - 0     | Manchester United |
| 11 de marzo de 2009                                                             | Octavos de final       | Old Trafford, Mánchester   | Manchester United | 2 - 0     | Inter de Milán    |
| Manchester United clasificó a cuartos por un global de 2 - 0.                   |                        |                            |                   |           |                   |
| 7 de abril de 2009                                                              | Cuartos de final       | Old Trafford, Mánchester   | Manchester United | 2 - 2     | Oporto            |
| 15 de abril de 2009                                                             | Cuartos de final       | do Dragão, Oporto          | Oporto            | 0 - 1     | Manchester United |
| Manchester United clasificó a semifinales por un global de 3 - 2.               |                        |                            |                   |           |                   |
| 29 de abril de 2009                                                             | Semifinales            | Old Trafford, Mánchester   | Manchester United | 1 - 0     | Arsenal           |
| 5 de mayo de 2009                                                               | Semifinales            | Emirates, Londres          | Arsenal           | 1 - 3     | Manchester United |
| Manchester United clasificó a la final por un global de 4 - 1.                  |                        |                            |                   |           |                   |

|  |                               |
|  | Triunfo de Manchester United. |
|  | Empate.                       |
|  | Derrota de Manchester United. |

## Previa

### Estadio

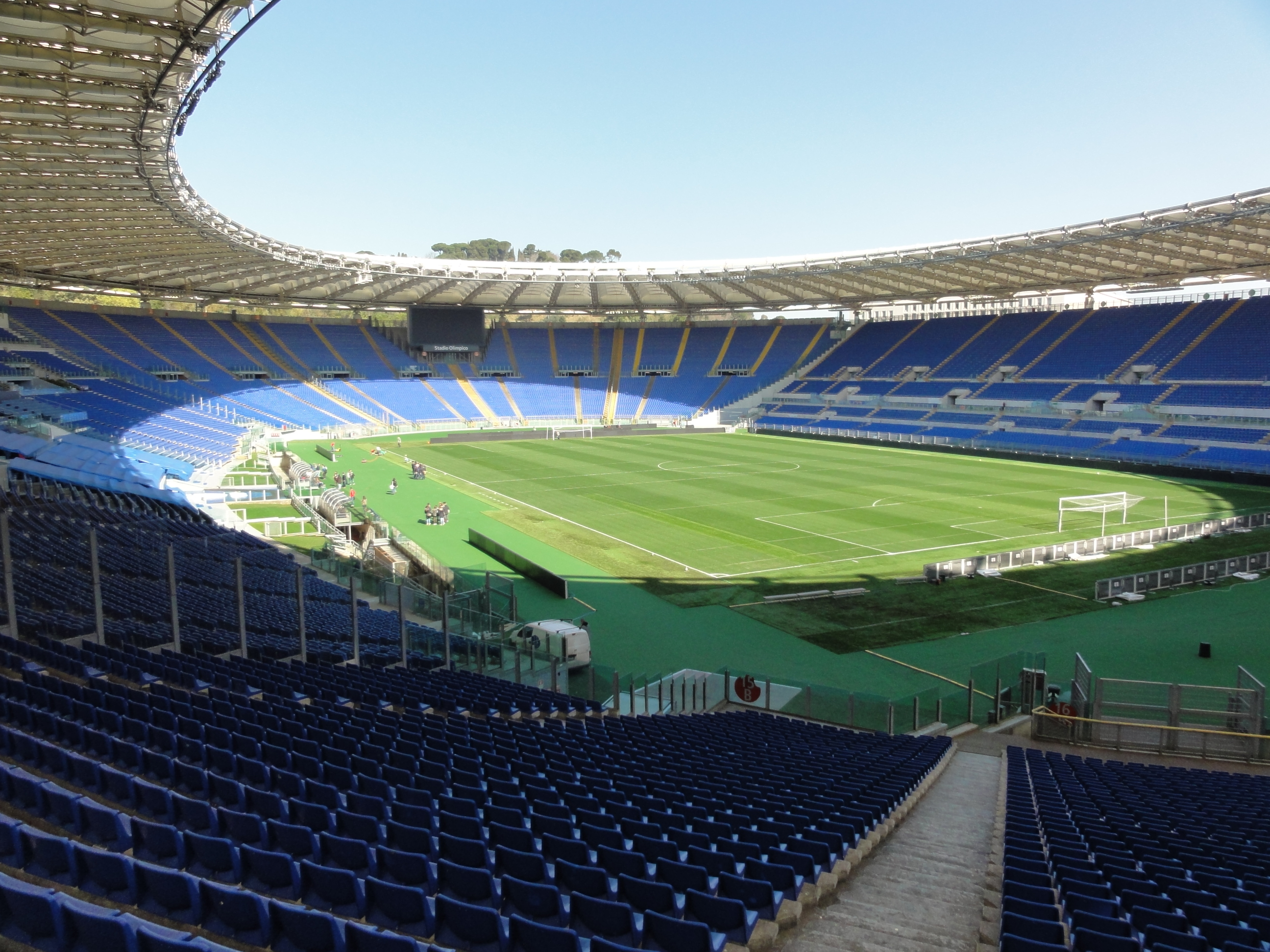
Estadio Olímpico de Roma, sede de la final entre Barcelona y Manchester United.

El estadio Olímpico de Roma fue seleccionado como el escenario principal para la final de la Liga de Campeones de la UEFA 2008-2009. La decisión estuvo a cargo del comité ejecutivo de la UEFA, después de una serie de reuniones llevadas a cabo en Liubliana, Eslovenia, el 4 de octubre de 2006. Este comité también definió la sede para la final de la Copa de la UEFA 2007-08 y Copa de la UEFA 2008-09 y se basaron en una serie de factores importantes, entre ellos, la capacidad del estadio, infraestructura, instalaciones, seguridad y la accesibilidad.
El estadio había acogido tres finales de la Liga de Campeones en 1977, 1984 y 1996. La primera disputada entre Liverpool y Borussia Mönchengladbach ante 57 000 espectadores con victoria del equipo inglés, la segunda también jugada entre Liverpool y Roma, aunque empatada en los noventa minutos reglamentarios pero definida a favor del equipo inglés en la tanda de penaltis. La última celebrada en el Olimpicó se decidió entre Ajax Ámsterdam y Juventus, donde los italianos se impusieron por 4-2 en la tanda de penaltis.
La construcción del estadio fue encargada por el militar y dictador italiano Benito Mussolini a mediados de los años 1930, como el proyecto central de un nuevo complejo deportivo en la ciudad, que fue llamado Foro Mussolini. Después de la Segunda Guerra Mundial el complejo pasó a llamarse Foro Itálico, además se aumentó la capacidad a 54 000 personas y se hicieron otras labores de diseño y reestructuración en víspera de los Juegos Olímpicos de Roma 1960. Después de la celebración del Campeonato Mundial de Atletismo de 1987, el estadio nuevamente fue reconstruido para la Copa Mundial de Fútbol de 1990, donde se disputaron varios partidos de fase de grupos, octavos y la final entre la Selección de Alemania y Argentina. Aunque en 2008, el recinto deportivo se remodeló para acoger a más de 70 000 espectadores.
Desde 1999, la final de la Liga de Campeones de la UEFA se le ha concedido una importante «identidad visual» con el fin de «ayudar a promover la final y aumentar el prestigio de uno de los mayores eventos deportivos del mundo», según el organismo europeo. El logotipo diseñado para la final se reveló el 25 de octubre de 2008 y estuvo a cargo de la agencia de publicidad de la UEFA, con sede en Londres. Incorpora varias imágenes típicas que representan parte de la cultura romana, como la corona de laurel, el Coliseo y la numeración romana MMIX (2009). También existe una versión alterna que muestra el logotipo oficial de la Liga de Campeones rodeado de la corona de laurel. Ambas imágenes presentan un esquema básico, en color rojo oscuro y plata.
Una ceremonia de entrega de trofeos se celebró en Roma el 21 de abril de 2009, en la que Ole Gunnar Solskjær en representación del Manchester United devolvió el trofeo al presidente de la UEFA, el francés Michel Platini. Platini presentó el trofeo a Gianni Alemanno, alcalde de Roma, quien presentó la copa a la ciudad hasta el día de la final. También estuvieron presentes el presidente y vicepresidente de la Federación Italiana de Fútbol, Giancarlo Abete, Demetrio Albertini, el embajador de la final, Bruno Conti y Emilio Di Toro en nombre del Comité Olímpico Nacional Italiano.

### Entradas
Aunque la capacidad habitual del estadio Olímpico de Roma es de 72 000 espectadores, solamente se permitió la entrada a 67 000 personas. La UEFA dividió la entradas, con 20 000 boletos asignados para el Barcelona y la misma cantidad al Manchester United, otras 10 000 se distribuyeron para la venta general y el restante fue retenido por la UEFA y asignado a «familia del fútbol europeo» que comprende la propia UEFA, el comité organizador local, las federaciones miembro y su socios comerciales. Manchester United decidió limitar las solicitudes de entradas a los abonados, con el fin de ayudar y favorecer a los que habían asistido a la mayoría de encuentros disputados en la temporada de la Liga de Campeones. Mientras que el equipo culé destinó el 80 % de los boletos «a los socios y peñas».
Por otra parte, varios funcionarios de la UEFA y autoridades de Roma mantuvieron una serie de reuniones, con el fin de proporcionar «transporte gratuito aquellos aficionados que tengan boletos para la la final de la Liga de Campeones de la UEFA», según Marios N Lefkaritis, vicepresidente de la UEFA.
Las entradas para la final de 2009 fueron similares a las tarjetas utilizadas en cajeros automáticos, con un chip integrado que almacena la información personal del titular, con el fin de garantizar la autenticidad del propietario. Como parte de las medidas preventivas, los boletos también proporcionaban un registro fotográfico para evitar cualquier tipo de fraude. A pesar de todas estas medidas de seguridad, la UEFA se vio en la obligación de emitir varios comunicados a la prensa advirtiendo sobre la falsificación de boletos por parte de los revendedores.
A pesar de recibir solo 20 000 entradas para los aficionados, se esperaba que alrededor de 30 000 seguidores y fanes del Manchester United se concentraran en la ciudad de Roma para la final. Sin embargo, las autoridades de la ciudad advirtieron sobre varios lugares y establecimientos donde la gente acostumbraba a ver los partidos, con el fin de evitar posibles enfrentamientos y alteraciones de orden público; según la policía, estos lugares eran frecuentados por ultras de la Roma. La reputación de estos seguidores romanos no era buena debido a que anteriormente se presentaron incidentes, la mayoría de estos fueron agresiones con armas blancas. Aficionados de otros equipos como Arsenal, Manchester United y Liverpool sufrieron este tipo de violencia, por lo que UEFA recibió críticas por parte funcionarios locales, uno de ellos afirmó: «Siempre he cuestionado la decisión de la UEFA de celebrar la final allí». Mientras que William Gaillard, asesor del presidente de la UEFA, Michel Platini, coincidió con la declaración al decir que «estamos muy conscientes de que ha habido algunos incidentes relacionados con este tipo de agresión», aunque aseguró que las autoridades mantendrían con seguridad a la ciudad. Pero en la mañana del 29 de mayo, día de la final, las autoridades reportaron que un fan de Manchester United había sido apuñalado en la pierna la noche anterior.
Como era de esperarse, unos 30 000 seguidores y simpatizantes del Barcelona llegaron a la ciudad de Roma, antes de disputarse el encuentro. Tras el partido, el presidente de la UEFA, Michel Platini, elogió a la policía de Roma por la disposición de seguridad para la final.
Más de 3000 aficionados del Manchester United se congregaron a las afueras de la ciudad, en un sitio que llegó a ser conocido como «campo de Fergie», el lugar elegido por aficionados y seguidores que se quedaron sin boletos. Estas personas instalaron una pantalla gigante para seguir de cerca al equipo inglés, alejados de las calles del centro de la ciudad, a pesar de las prohibiciones y restricciones impartidas por el suceso deportivo, como la ingesta de alcohol que entró en vigor a las 17:00 h (hora de verano de Europa central).

### Balón oficial

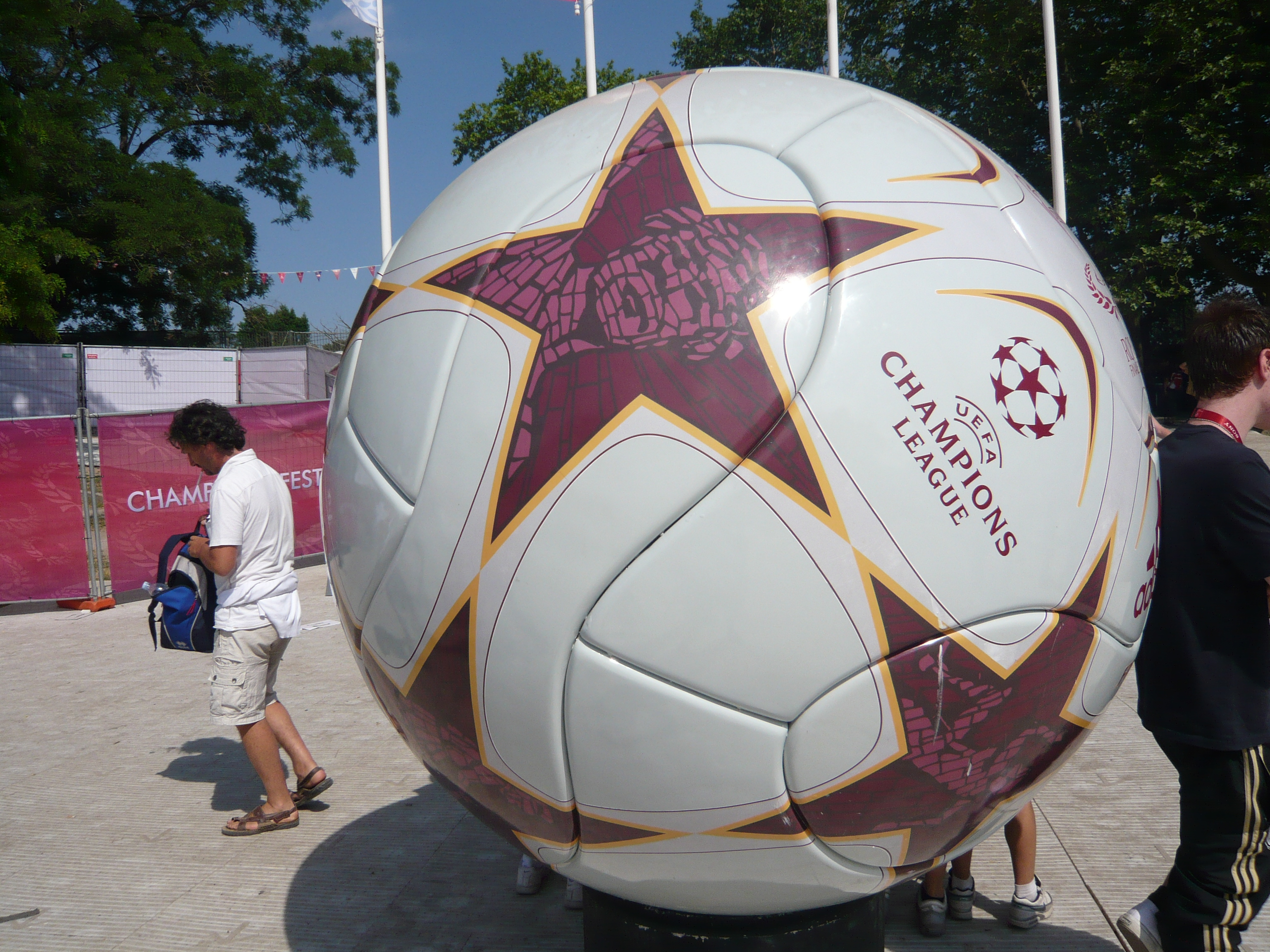
Balón oficial.

El balón oficial para la final de la Liga de Campeones de la UEFA fue el Adidas Finale Rome. Consta de un logotipo que muestra el trofeo de la Copa de Europa y unas letras en color rojo que dicen «ROMA Finale 2009», las particulares estrellas en color borgoña delineadas en oro y el título de la competición en inglés: UEFA Champions League. Se diseñó por medio de la Tecnología de Lazos Térmicos (Thermal Bonding Technology) y está formado por catorce paneles, aunque también cuenta con una estructura llamada PSC-Texture que «garantiza una óptima adherencia entre el esférico y la bota». UEFA alabó la tecnología utilizada para al elaboración del balón y dijo que es «lo mejor de lo mejor para el último encuentro». La estructura PSC-Texture también se utilizó en la EUROPASS, la pelota designada por la UEFA para la Eurocopa 2008.
En la presentación del Adidas Finale Rome, la UEFA invitó a Rudi Völler y Bruno Giordano, jugadores que militaron en el Roma de Italia, funcionarios de la UEFA y el director de marketing de la compañía multinacional Adidas, Winand Krawinkel quien dijo: «Quiero destacar la importancia de la colaboración entre adidas y la UEFA». Mientras que el jefe de marketing de la UEFA, Peter Willems, agradeció a todas aquellas personas y entidades deportivas que colaboraron para que la final de la Liga de Campeones de la UEFA 2008-2009 se disputará en la ciudad de Roma: «Estamos muy agradecidos a la FIGC (Asociación Italiana de Futbol), al Comité Olímpico Italiano (CONI), al Municipio de Roma y a adidas. Roma es un lugar histórico y esperamos ver una final histórica también».

### Árbitros

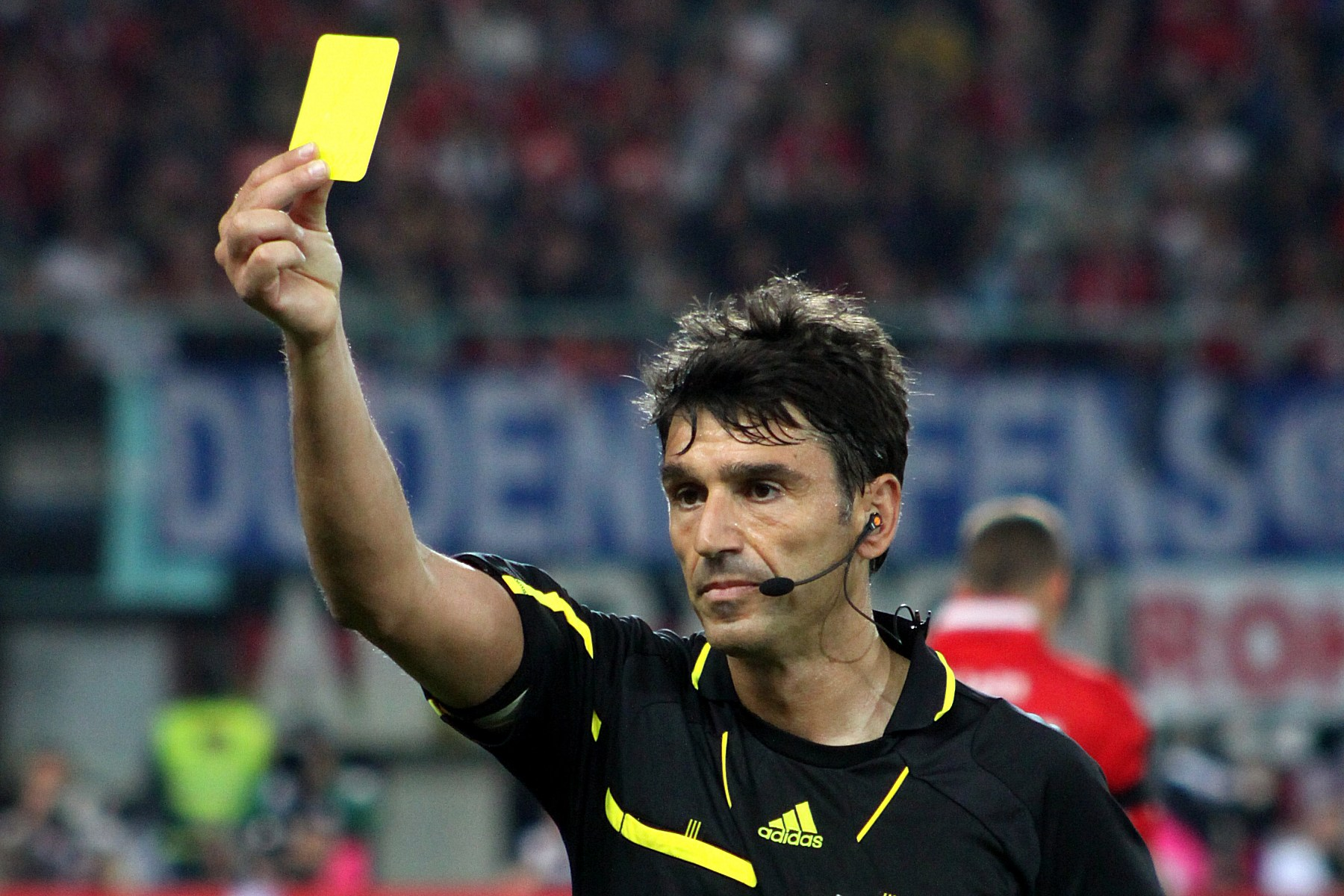
Massimo Busacca.

El árbitro designado para la final fue el suizo Massimo Busacca, en representación de la Asociación Suiza de Fútbol. Busacca gozaba de experiencia, debido a que se desempeñó como árbitro en la Super Liga Suiza durante seis temporadas (desde 1996 hasta 2002). También participó en varios campeonatos juveniles de UEFA y FIFA, entre ellos, el Campeonato de Europa Sub-19 de la UEFA en 2001 donde se enfrentaron la Selección de fútbol sub-20 de Serbia y la Selección de fútbol sub-20 de República Checa, mientras que en FIFA debutó en la Copa Mundial de Fútbol Juvenil de 2003.
Participó en la Copa Mundial de Fútbol de 2006 en fase de grupos y octavos de final, en la semifinal de la Eurocopa 2008 entre Alemania y Turquía, en la final de la Copa de la UEFA 2006-07 entre Real Club Deportivo Español y Sevilla celebrada en Glasgow. 
Busacca llegó a la final siendo árbitro internacional FIFA y con más de treinta partidos dirigidos en la Liga de Campeones de la UEFA.
En la final fue apoyado por otros tres árbitros, los asistentes Matthias Arnet y Francesco Buragina y Claudio Circhetta como cuarto juez, todos de nacionalidad suiza.

### Indumentaria
La UEFA dio el visto bueno para que Barcelona disputara el partido de la final con la indumentaria tradicional. Por su parte, el Manchester United jugó el partido con una equipación blanca por primera vez en una final de Copa de Europa. haber sido designado como el equipo oficial "casa", Barcelona se les dio la primera opción de kits para la final y optó por llevar el rojo y el azul tradicional reducen a la mitad las camisas. Dado que el equipo para el hogar de Barcelona se enfrentaron con la casa de tanto el Manchester United y kits europeos de distancia, los Diablos Rojos llevaba su doméstica equipación blanca por primera vez en una final de Copa de Europa. Llevaban azul para su primera final de Copa de Europa ante el Benfica en 1968, pero vestían de color rojo para ambos de sus finales más recientes en 1999 y 2008.
El Manchester United se había puesto previamente blanco contra el Barcelona en cinco partidos, perdiendo solo uno de ellos - un 2- 0 derrota en 1984 - mientras que la única victoria en blanco llegó en final de la Copa de Campeones de Copa 1991 '. Los otros tres partidos terminaron en empates: dos 3-3 y un 0-0. Barcelona, por su parte, había ganado dos de sus cinco finales de la Copa de Europa - que vestían de naranja por su victoria ante la Sampdoria en 1992, pero llevaban sus rayas azules y rojas habituales por su más reciente victoria en 2006 contra el Arsenal. Sin embargo, dos de sus derrotas finales de la Copa de Europa fueron contra equipos que vistieron de blanco, ante el Steaua de Bucarest en 1986 y Milan en 1994.

### Ceremonia de apertura

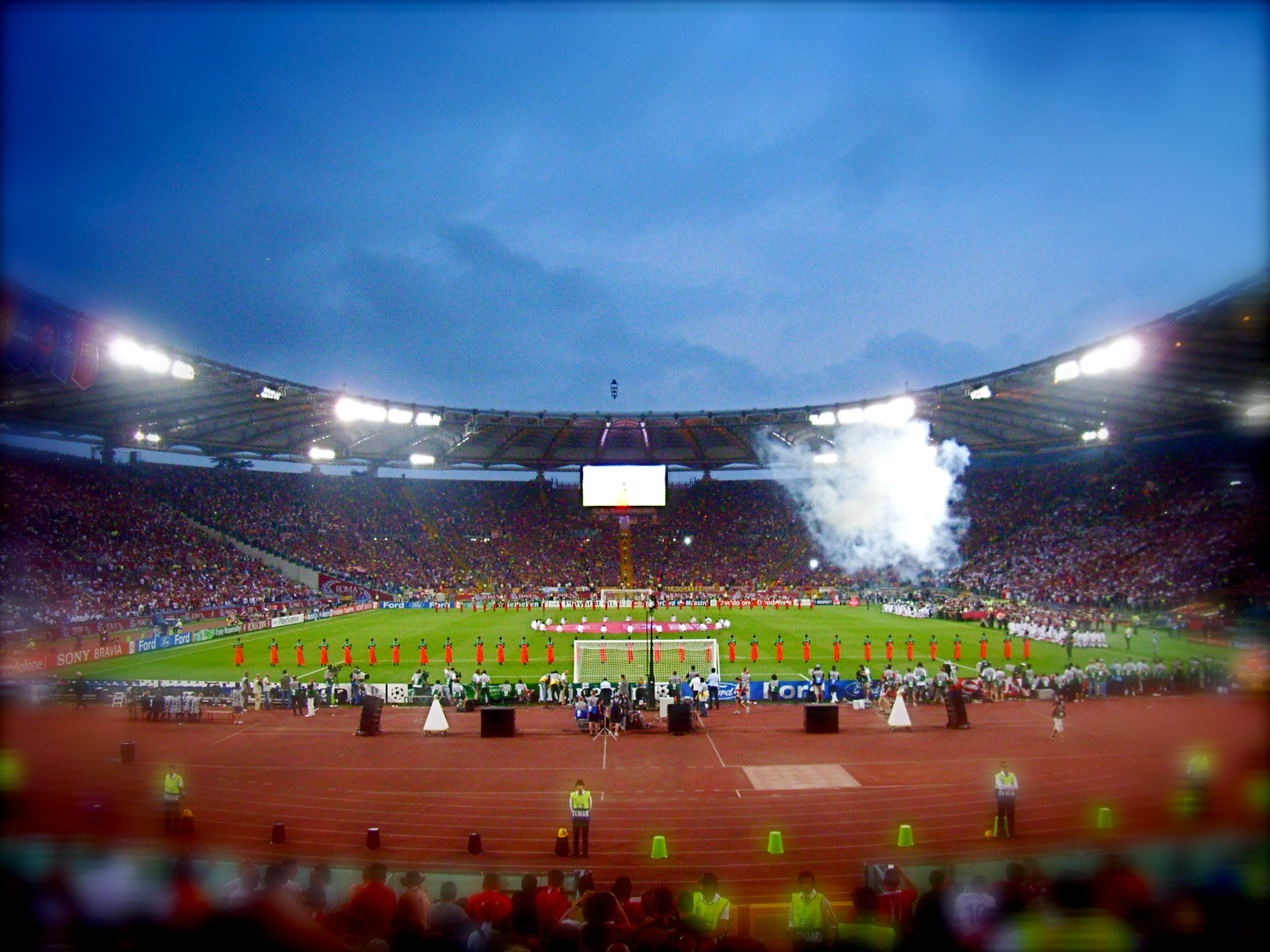
Ceremonia de apertura.

El torneo se inauguró oficialmente con la apertura del festival de la Liga de Campeones en Roma, en el Arco de Constantino. El festival fue inaugurado por el exportero internacional Luca Marchegiani el 23 de mayo de 2009 y culminó con un partido de fútbol entre un equipo europeo dirigido por Ruud Gullit y otro donde participaron jugadores italianos, entre ellos, Alessandro Costacurta y Bruno Conti. En el festival también participaron otros futbolistas importantes en la historia del Manchester United, como Bryan Robson y Ole Gunnar Solskjær, mientras que el búlgaro Hristo Stoichkov representó a Barcelona. Asimismo se mostraron exposiciones sobre la historia de ambos clubes en la competición y el trofeo de la Copa de Europa, se disputaron competiciones juveniles y se celebró una gran fiesta gastronómica.
Antes de que los jugadores entraran al terreno de juego, la UEFA celebró una última ceremonia en la que sesenta y cuatro miembros de la danza Rustavi Ensemble participaron activamente. El grupo realizó una coreografía y en medio de la danza los jugadores de ambos clubes entraron al campo de fútbol, acompañados por el tenor italiano Andrea Bocelli quien interpretó la canción de la película épica Gladiator. Además cantó el himno oficial de la Liga de Campeones de la UEFA.
También se mostraron varias escenas donde aparece el técnico español Josep Guardiola; en las imágenes se apreciaba los logros obtenidos por Guardiola en toda la temporada. El filme culminó con un homenaje al fallecido tenor lírico Luciano Pavarotti y dejó conmovido a varios de los jugadores de ambos clubes.

## Final

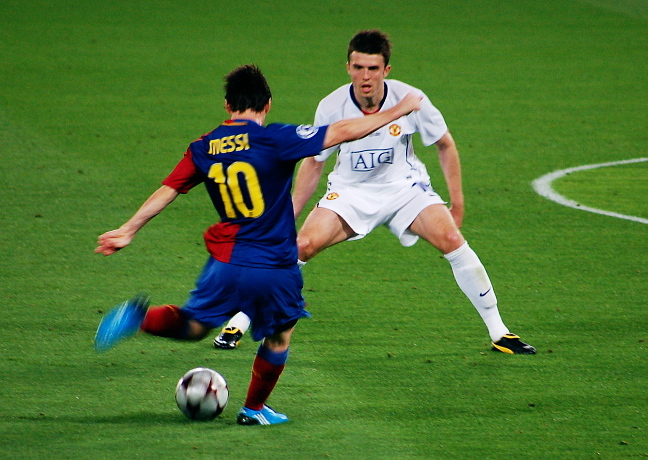
Lionel Messi

Ya en la final, se palpitaba el duelo entre los astros del momento, Cristiano Ronaldo del Manchester, dueño del anterior balón de oro, y Lionel Messi, goleador de esa edición la Liga de Campeones. El partido empezó con dominio del conjunto Inglés, dónde Cristiano fue gran protagonista, teniendo inicialmente un mejor encuentro que su contraparte blaugrana (Messi), pero todo término con el gol al minuto 9 del Camerunés Samuel Eto'o a pase de Iniesta, en adelante la pelota fue del equipo Catalán que dominó a placer el encuentro desde la posesión, genereando así  varias opciones de marcar el segundo gol, hasta que Messi anotó de cabeza la segunda diana del equipo culé  a pase de Xavi, el mejor del partido, sentenciando así el triplete y tercera consagración Europea para el equipo español, mostrando un nivel futbolístico comprable a las mejores escuadras de la historia.

## Partido final

### Formación titular
Barcelona
| Portero                  | Defensores                                    | Medios                                        | Delanteros                              |
| ------------------------ | --------------------------------------------- | --------------------------------------------- | --------------------------------------- |
| Víctor Valdés            | Sylvinho Gerard Piqué Yaya Touré Carles Puyol | Xavi Hernández Sergio Busquets Andrés Iniesta | Thierry Henry Samuel Eto'o Lionel Messi |
| Formación: 4–3–3         |                                               |                                               |                                         |
| Técnico: Josep Guardiola |                                               |                                               |                                         |

Manchester United
| Portero                | Defensores                                           | Medios                                           | Delanteros                     |
| ---------------------- | ---------------------------------------------------- | ------------------------------------------------ | ------------------------------ |
| Edwin van der Sar      | Patrice Evra Rio Ferdinand Nemanja Vidić John O'Shea | Ryan Giggs Anderson Michael Carrick Park Ji-Sung | Wayne Rooney Cristiano Ronaldo |
| Formación: 4–4–2       |                                                      |                                                  |                                |
| Técnico: Alex Ferguson |                                                      |                                                  |                                |

### Detalles del partido
| 1     | POR   | Víctor Valdés   |     |
| 5     | DEF   | Carles Puyol    |     |
| 24    | DEF   | Yaya Touré      |     |
| 3     | DEF   | Gerard Piqué    |     |
| 16    | DEF   | Sylvinho        |     |
| 28    | MED   | Sergio Busquets |     |
| 6     | MED   | Xavi Hernández  |     |
| 8     | MED   | Andrés Iniesta  | 92' |
| 10    | DEL   | Lionel Messi    |     |
| 9     | DEL   | Samuel Eto'o    |     |
| 14    | DEL   | Thierry Henry   | 72' |
| D. T. | D. T. | Josep Guardiola |     |

| 1     | POR   | Edwin van der Sar |     |
| 22    | DEF   | John O'Shea       |     |
| 5     | DEF   | Rio Ferdinand     |     |
| 15    | DEF   | Nemanja Vidić     |     |
| 3     | DEF   | Patrice Evra      |     |
| 16    | MED   | Michael Carrick   |     |
| 8     | MED   | Anderson          | 46' |
| 11    | MED   | Ryan Giggs        | 75' |
| 13    | MED   | Park Ji-Sung      | 66' |
| 7     | DEL   | Cristiano Ronaldo |     |
| 10    | DEL   | Wayne Rooney      |     |
| D. T. | D. T. | Alex Ferguson     |     |

| 15 | MED | Seydou Keita    | 72' |
| 27 | MED | Pedro Rodríguez | 92' |

| 32 | DEL | Carlos Tévez     | 46' |
| 9  | DEL | Dimitar Berbatov | 66' |
| 18 | MED | Paul Scholes     | 75' |

| 10' · 70' | Samuel Eto'o Lionel Messi | 1:0 2:0 |

| 16' | Gerard Piqué |

| 78' · 80' · 90+3' | Cristiano Ronaldo Dimitar Berbatov Paul Scholes |

| Principal  | Massimo Busacca    |
| Asistentes | Matthias Arnet     |
|            | Francesco Buragina |
| Cuarto     | Claudio Circhetta  |

|                    |    |    |
| Tiros              | 11 | 12 |
| Tiros a puerta     | 8  | 2  |
| Faltas             | 7  | 10 |
| Saques de esquina  | 4  | 7  |
| Fueras de juego    | 2  | 5  |
| Posesión del balón | 51 | 49 |

| Alineación inicial |

| 1     | POR   | Víctor Valdés   |     |
| 5     | DEF   | Carles Puyol    |     |
| 24    | DEF   | Yaya Touré      |     |
| 3     | DEF   | Gerard Piqué    |     |
| 16    | DEF   | Sylvinho        |     |
| 28    | MED   | Sergio Busquets |     |
| 6     | MED   | Xavi Hernández  |     |
| 8     | MED   | Andrés Iniesta  | 92' |
| 10    | DEL   | Lionel Messi    |     |
| 9     | DEL   | Samuel Eto'o    |     |
| 14    | DEL   | Thierry Henry   | 72' |
| D. T. | D. T. | Josep Guardiola |     |

| 1     | POR   | Edwin van der Sar |     |
| 22    | DEF   | John O'Shea       |     |
| 5     | DEF   | Rio Ferdinand     |     |
| 15    | DEF   | Nemanja Vidić     |     |
| 3     | DEF   | Patrice Evra      |     |
| 16    | MED   | Michael Carrick   |     |
| 8     | MED   | Anderson          | 46' |
| 11    | MED   | Ryan Giggs        | 75' |
| 13    | MED   | Park Ji-Sung      | 66' |
| 7     | DEL   | Cristiano Ronaldo |     |
| 10    | DEL   | Wayne Rooney      |     |
| D. T. | D. T. | Alex Ferguson     |     |

| 15 | MED | Seydou Keita    | 72' |
| 27 | MED | Pedro Rodríguez | 92' |

| 32 | DEL | Carlos Tévez     | 46' |
| 9  | DEL | Dimitar Berbatov | 66' |
| 18 | MED | Paul Scholes     | 75' |

| 10' · 70' | Samuel Eto'o Lionel Messi | 1:0 2:0 |

| 16' | Gerard Piqué |

| 78' · 80' · 90+3' | Cristiano Ronaldo Dimitar Berbatov Paul Scholes |

| Principal  | Massimo Busacca    |
| Asistentes | Matthias Arnet     |
|            | Francesco Buragina |
| Cuarto     | Claudio Circhetta  |

|                    |    |    |
| Tiros              | 11 | 12 |
| Tiros a puerta     | 8  | 2  |
| Faltas             | 7  | 10 |
| Saques de esquina  | 4  | 7  |
| Fueras de juego    | 2  | 5  |
| Posesión del balón | 51 | 49 |

| Alineación inicial |

| 1     | POR   | Víctor Valdés   |     |
| 5     | DEF   | Carles Puyol    |     |
| 24    | DEF   | Yaya Touré      |     |
| 3     | DEF   | Gerard Piqué    |     |
| 16    | DEF   | Sylvinho        |     |
| 28    | MED   | Sergio Busquets |     |
| 6     | MED   | Xavi Hernández  |     |
| 8     | MED   | Andrés Iniesta  | 92' |
| 10    | DEL   | Lionel Messi    |     |
| 9     | DEL   | Samuel Eto'o    |     |
| 14    | DEL   | Thierry Henry   | 72' |
| D. T. | D. T. | Josep Guardiola |     |

| 1     | POR   | Edwin van der Sar |     |
| 22    | DEF   | John O'Shea       |     |
| 5     | DEF   | Rio Ferdinand     |     |
| 15    | DEF   | Nemanja Vidić     |     |
| 3     | DEF   | Patrice Evra      |     |
| 16    | MED   | Michael Carrick   |     |
| 8     | MED   | Anderson          | 46' |
| 11    | MED   | Ryan Giggs        | 75' |
| 13    | MED   | Park Ji-Sung      | 66' |
| 7     | DEL   | Cristiano Ronaldo |     |
| 10    | DEL   | Wayne Rooney      |     |
| D. T. | D. T. | Alex Ferguson     |     |

| 15 | MED | Seydou Keita    | 72' |
| 27 | MED | Pedro Rodríguez | 92' |

| 32 | DEL | Carlos Tévez     | 46' |
| 9  | DEL | Dimitar Berbatov | 66' |
| 18 | MED | Paul Scholes     | 75' |

| 10' · 70' | Samuel Eto'o Lionel Messi | 1:0 2:0 |

| 16' | Gerard Piqué |

| 78' · 80' · 90+3' | Cristiano Ronaldo Dimitar Berbatov Paul Scholes |

| Principal  | Massimo Busacca    |
| Asistentes | Matthias Arnet     |
|            | Francesco Buragina |
| Cuarto     | Claudio Circhetta  |

|                    |    |    |
| Tiros              | 11 | 12 |
| Tiros a puerta     | 8  | 2  |
| Faltas             | 7  | 10 |
| Saques de esquina  | 4  | 7  |
| Fueras de juego    | 2  | 5  |
| Posesión del balón | 51 | 49 |

| Alineación inicial |

| 1     | POR   | Víctor Valdés   |     |
| 5     | DEF   | Carles Puyol    |     |
| 24    | DEF   | Yaya Touré      |     |
| 3     | DEF   | Gerard Piqué    |     |
| 16    | DEF   | Sylvinho        |     |
| 28    | MED   | Sergio Busquets |     |
| 6     | MED   | Xavi Hernández  |     |
| 8     | MED   | Andrés Iniesta  | 92' |
| 10    | DEL   | Lionel Messi    |     |
| 9     | DEL   | Samuel Eto'o    |     |
| 14    | DEL   | Thierry Henry   | 72' |
| D. T. | D. T. | Josep Guardiola |     |

| 1     | POR   | Edwin van der Sar |     |
| 22    | DEF   | John O'Shea       |     |
| 5     | DEF   | Rio Ferdinand     |     |
| 15    | DEF   | Nemanja Vidić     |     |
| 3     | DEF   | Patrice Evra      |     |
| 16    | MED   | Michael Carrick   |     |
| 8     | MED   | Anderson          | 46' |
| 11    | MED   | Ryan Giggs        | 75' |
| 13    | MED   | Park Ji-Sung      | 66' |
| 7     | DEL   | Cristiano Ronaldo |     |
| 10    | DEL   | Wayne Rooney      |     |
| D. T. | D. T. | Alex Ferguson     |     |

| 15 | MED | Seydou Keita    | 72' |
| 27 | MED | Pedro Rodríguez | 92' |

| 32 | DEL | Carlos Tévez     | 46' |
| 9  | DEL | Dimitar Berbatov | 66' |
| 18 | MED | Paul Scholes     | 75' |

| 10' · 70' | Samuel Eto'o Lionel Messi | 1:0 2:0 |

| 16' | Gerard Piqué |

| 78' · 80' · 90+3' | Cristiano Ronaldo Dimitar Berbatov Paul Scholes |

| Principal  | Massimo Busacca    |
| Asistentes | Matthias Arnet     |
|            | Francesco Buragina |
| Cuarto     | Claudio Circhetta  |

|                    |    |    |
| Tiros              | 11 | 12 |
| Tiros a puerta     | 8  | 2  |
| Faltas             | 7  | 10 |
| Saques de esquina  | 4  | 7  |
| Fueras de juego    | 2  | 5  |
| Posesión del balón | 51 | 49 |

| Alineación inicial |

|                      |
| Bandera de España    |
| Campeón FC Barcelona |
| 3.er Título          |

### Estadísticas
| Datos              | Barcelona | Manchester United |
| ------------------ | --------- | ----------------- |
| Gol                | 1         | 0                 |
| Remates            | 4         | 8                 |
| Remate al arco     | 1         | 1                 |
| Posesión           | 54 %      | 46 %              |
| Córner             | 3         | 2                 |
| Faltas             | 3         | 3                 |
| Fuera de lugar     | 0         | 2                 |
| Tarjetas amarillas | 1         | 0                 |
| Tarjetas rojas     | 0         | 0                 |

| Datos              | Barcelona | Manchester United |
| ------------------ | --------- | ----------------- |
| Gol                | 1         | 0                 |
| Remates            | 7         | 4                 |
| Remate al arco     | 7         | 1                 |
| Posesión           | 48 %      | 52 %              |
| Córner             | 1         | 5                 |
| Faltas             | 4         | 7                 |
| Fuera de lugar     | 2         | 3                 |
| Tarjetas amarillas | 0         | 3                 |
| Tarjetas rojas     | 0         | 0                 |

| Datos              | Barcelona | Manchester United |
| ------------------ | --------- | ----------------- |
| Gol                | 2         | 0                 |
| Remates            | 11        | 12                |
| Remate al arco     | 8         | 2                 |
| Posesión           | 51 %      | 49 %              |
| Córner             | 4         | 7                 |
| Faltas             | 7         | 10                |
| Fuera de lugar     | 2         | 5                 |
| Tarjetas amarillas | 1         | 3                 |
| Tarjetas rojas     | 0         | 0                 |

## Reacciones

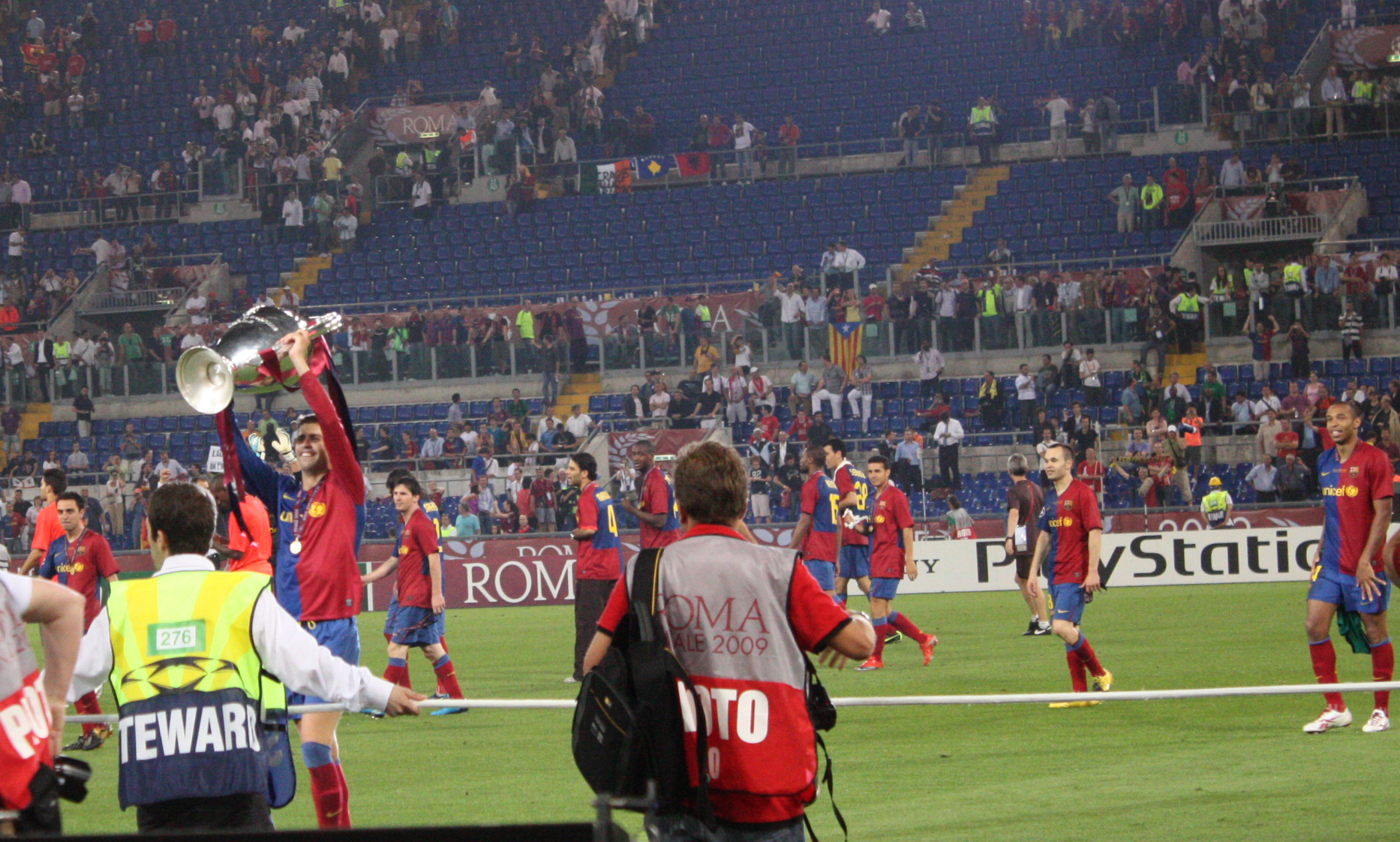
Gerard Piqué con el trofeo de campeón de Europa.

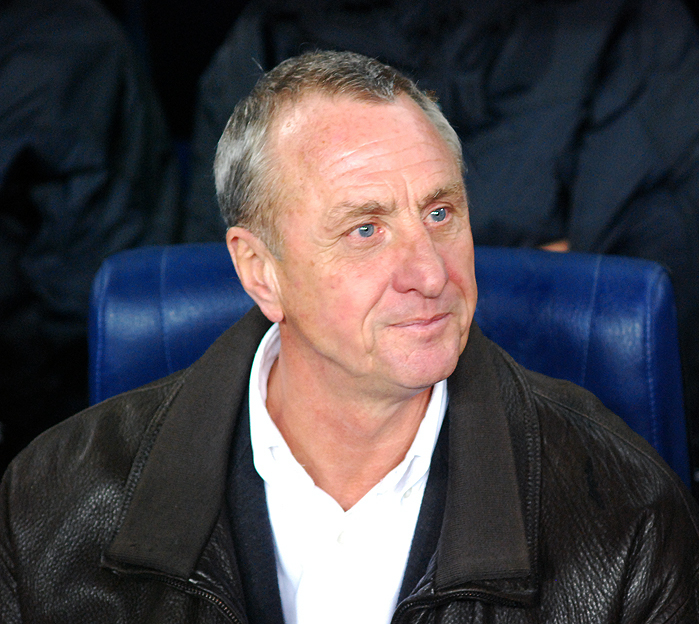
El neerlandés Johan Cruyff fue uno de los futbolistas más influyentes en la historia del Fútbol Club Barcelona.

Durante el partido, los usuarios registrados en uefa.com votaron por el jugador más importante de la final; el voto del público fue para el goleador del Barcelona Lionel Messi. Sin embargo, el equipo técnico de la UEFA se decantó por Xavi Hernández, un jugador decisivo que destacó por sus asistencias y el liderazgo ejercido dentro del terreno de juego. UEFA también dijo que Xavi es uno de los jugadores más importantes del Barcelona y que representa los valores corporativos y deportivos de la entidad: «encapsula la filosofía del club». El director técnico del club, Josep Guardiola, elogió al argentino Lionel Messi por su desempeño en el centro del campo y la disposición del mismo para manejar y controlar el partido: «Messi volvió al centro del campo porque queríamos ser superior en la posesión». Messi había sido retirado de su posición habitual (extremo derecho) para desempeñarse como delantero centro, mientras que el camerunés Samuel Eto'o se trasladó a la posición de Messi. Guardiola también elogió la valentía de todo su equipo, al confesar que la victoria fue producto del esfuerzo y de los riesgos asumidos al momento de atacar al adversario, sin embargo, admitió que a pesar de que Barcelona cumplió con los objetivos establecidos, todavía faltaba camino para ser reconocidos como el mejor club de la historia: «No somos el mejor equipo de la historia, pero hemos jugado la mejor temporada en la historia (...)». Por otra parte, el presidente de Barcelona, Joan Laporta, elogió la gestión de Guardiola y su experiencia como jugador de fútbol y agradeció la formación deportiva y los conocimientos de Johan Cruyff: el «Dream Team de Johan Cruyff de la década de 1990 sentó las bases para el triunfo del club».
En el campo del Manchester United, el técnico escocés Alex Ferguson admitió que su equipo había perdido contra el mejor equipo y que literalmente desaparecieron después de encajar el primer gol. El delantero portugués Cristiano Ronaldo criticó la táctica de su equipo, al afirmar que «todo salió mal para nosotros (...)». Ferguson rindió homenaje a Lionel Messi y su asociación con Xavi Hernández y Andrés Iniesta en el centro del campo, mientras que el delantero inglés Wayne Rooney definió a Iniesta como «el mejor jugador del mundo». Ferguson también expresó su molestia por la falta de juego del centrocampista Darren Fletcher, quien fue suspendido para el partido y lamentó la falta de calidad de sus jugadores al momento de defender y la ineficacia en la posesión del balón. Sin embargo, Ferguson felicitó a Joseph Guardiola por los logros alcanzados y por el hecho de haber conseguido el denominado triplete en su primera gestión como director técnico. La victoria de Barcelona también marcó un precedente, debido a que Guardiola se convirtió en la sexta persona en ganar la Liga de Campeones de la UEFA como jugador y director técnico, después de Miguel Muñoz, Giovanni Trapattoni, Johan Cruyff, Carlo Ancelotti y Frank Rijkaard, que también ganó la Liga de Campeones de la UEFA 2005-06 frente al Arsenal de Inglaterra.
La final fue el último partido para Cristiano Ronaldo y Carlos Tévez, quienes decidieron marcharse al Real Madrid y Manchester City después de una serie de negociaciones. Real Madrid compró a Ronaldo por € 96.000.000, «el fichaje más caro de la historia», mientras que Tévez llegó a un acuerdo con el City para jugar por cuatro temporadas. Después de anunciar su retiro, Tévez criticó a Ferguson por la formación del equipo titular en la final, después de afirmar que el técnico debió seleccionarlo para jugar en la delantera porque «esa fue la única final que el equipo había perdido desde que estaba en el Manchester United», «cometió un error al dejarme en el banco».
La UEFA destacó los goles de Samuel de Eto'o y Lionel Messi, debido a que estos «reflejaron la gran superioridad mostrada durante los 90 minutos de juego». Otros futbolistas como Andrés Iniesta y Thierry Henry destacaron en el triunfo culé, Iniesta por su habilidad en el centro del campo y el francés por la «elegancia y peligro». UEFA también celebró el triunfo del Barcelona al afirmar que el club español terminó con un récord de «25 partidos consecutivos sin perder» establecido por el Manchester United y evitó que «los ingleses fueran el primer club en lograr retener el título».
La final de la Liga de Campeones disputada en Roma fue vista por 11,3 millones de televidentes en España a través de Antena 3 y 600.000 por medio de Canal +, mientras que en Reino Unido 9,6 millones de espectadores vieron la final. Otros medios televisivos como RAI reportaron la sintonía de 10.000.000 de telespectadores y aseguraron que aunque no hubiese un club italiano en la final, la sintonía fue un éxito: «obviamente estamos muy contentos con estas cifras». En Francia, el canal privado TF1 reportó una audiencia de 8,25 millones y en Alemania, el canal de televisión Sat.1 mantuvo una cobertura de 6,55 millones de espectadores. De acuerdo con una encuesta, las cifras de audiencia a nivel mundial promediaron 109.000.000 de televidentes, una cifra mayor a la generada en el partido de Pittsburgh Steelers contra Arizona Cardinals el 1 de febrero en el Super Bowl, de esta manera, la final de la Liga de Campeones fue el evento deportivo más visto del mundo. En cuanto a la audiencia total, la cantidad de personas que vieron la final disputada en Roma fue de 206.000.000, mientras que el Super Bowl generó 162.000.000.

## Ingresos
Ambos equipos recibieron cuantiosas sumas de dinero por llegar a la final de la Liga de Campeones de la UEFA. Sin embargo, a pesar de perder el partido, el Manchester United fue el club con mayor cantidad de ganancias en la campaña de la Liga de Campeones de la UEFA 2008-2009, debido a que recibió € 38.281.000, mientras que el equipo español percibió € 30.968.000. Los treinta y dos equipos que participaron en la competición también fueron recompensados económicamente con € 3.000.000, otros € 2.400.000 por participar en los partidos de la fase de grupos y una bonificación sobre la base de sus actuaciones en cada partido correspondiente: € 600.000 por partido ganado y € 300.000 por empate. Por las cuatro victorias y un empate, el Barcelona recibió un bono por rendimiento de € 2,7 millones, mientras que el Manchester United ganó € 2.400.000 por dos victorias y cuatro partidos empatados. Ambos clubes percibieron un total de € 7,7 millones por su desempeño y participación en la rondas finales de la competición, sin embargo, a Barcelona le fue concedido un bono de € 7.000.000 por ganar la final, mientras que el Manchester United ganó € 4.000.000 por el subcampeonato. En total, se repartieron € 580.000.000.
La mayor diferencia económica de ambos clubes se produjo como resultado de su participación en el denominado market pool, el dinero devengado por los clubes «de acuerdo a los ingresos por televisión y publicidad». El Manchester United fue el club más exitoso de la competición, por lo cual recibió la mayor proporción de dinero que fue de € 18.781.000. Aunque Barcelona se posicionó como el club español más importante de la Liga de Campeones de la UEFA, solo recibió € 8.168.000.
Además de recibir cerca de € 31.000.000 en premios como ganador de la Liga de Campeones de la UEFA, Barcelona compitió en la Supercopa de Europa 2009 donde venció 1:0 al Shakhtar Donetsk, campeón de la Copa de la UEFA 2008-09. También debutaron en la Copa Mundial de Clubes de la FIFA 2009, donde enfrentaron al Atlante en semifinales y al Club Estudiantes de La Plata por la final.

### Desglose
| Dato                 | Barcelona    | Manchester United |
| -------------------- | ------------ | ----------------- |
| Participación        | € 3 000      | € 3 000           |
| Participación grupal | € 2 400 000  | € 2 400 000       |
| Bono                 | € 2 700 000  | € 2 400 000       |
| Market Pool          | € 8 168 000  | € 18 781 000      |
| Octavos de final     | € 2 200 000  | € 2 200 000       |
| Cuartos de final     | € 2 500 000  | € 2 500 000       |
| Semifinal            | € 3 000      | € 3 000           |
| Final                | € 7 000      | € 4 000           |
| Total                | € 30 968 000 | € 38 281 000      |

Nota: Datos suministrados por UEFA.

## Nota
1. ↑   El Barcelona de España es conocido por varios apodos, entre ellos, barça, azulgranas, blaugranas, culés, barcelonistas, entre otros.
2. ↑   Apodo del Manchester United, en inglés The Red Devils.